# 핑퐁 외교
핑퐁 외교(Ping-pong 外交, 중국어: 乒乓外交, 병음: Pīngpāng wàijiāo, 영어: Ping-pong diplomacy)는 1970년대 초 미국과 중화인민공화국 간의 탁구 선수 교류를 지칭한다. 미국-중국 관계의 전환점으로 여겨지는 이 외교는 1971년 일본 나고야에서 열린 1971 세계 탁구 선수권 대회 중 미국 선수 글렌 코완과 중화인민공화국 선수 좡쩌둥의 만남으로 시작되었다. 이러한 상호작용은 양측이 대화에 참여하고 상호작용할 의사가 있음을 시사하며 외교적 돌파구를 마련했다. 이 교류와 그에 대한 홍보는 각국 국민들이 상대방 국민들의 인간성을 인식하는 데 도움을 주었으며, 1972년 리처드 닉슨 대통령의 베이징 방문과 상하이 코뮈니케의 길을 열었다. 상하이 코뮈니케는 1972년 2월 28일 리처드 닉슨 대통령의 중국 방문 중에 발표된 중요한 외교 문서였다. 이는 양국이 서로의 차이를 인정하면서도 관계 개선에 전념하여 궁극적으로 양국 간의 데탕트를 위한 토대를 마련함으로써 미국-중국 관계에 중대한 변화를 가져왔다.

## 역사

### 배경
미국은 중화인민공화국을 침략국으로 간주하고 1950년 6.25 전쟁에 참전한 이후 중화인민공화국에 대한 금수 조치를 포함한 경제 봉쇄 정책을 시행했다. 약 20년간 외교 및 경제 관계가 없었던 두 나라는 마침내 서로에게 문을 열 이점을 보게 되었다. 중국은 미국과의 관계 개선이 일련의 유혈 국경 분쟁을 겪으며 점점 긴장되는 소련과의 관계에 대한 유익한 대책으로 보았고, 미국은 베트남 민주공화국과의 평화 협상에서 지렛대 역할을 하기 위해 중국과의 관계 개선을 모색했다. "그러나 마오쩌둥이 미국과의 관계 개선을 원했을 때, 그는 중국 대중에게 심리적, 정치적으로 준비할 필요가 있었다."
중화인민공화국 초기부터 스포츠는 "우정 먼저, 경쟁은 나중"이라는 슬로건을 내걸고 외교에서 중요한 역할을 했다.(p. 300) 중국 국가대표팀 코치인 쉬 인성은 "저우언라이 총리가 끊임없이 우리에게 단지 경쟁하기 위해서가 아니라 친구를 사귀고...인류의 평화를 증진시키기 위해 나가는 것이라고 상기시켰다"고 말했다. 고립주의 시대에 운동선수들은 해외 여행이 허용된 몇 안 되는 중화인민공화국 국민 중 한 명이었다.

### 1971 세계 탁구 선수권 대회
1971년 1971 세계 탁구 선수권 대회에 중국이 팀을 보낼지 여부에 대한 정치적 의문이 있었다.(p. 298) 중국 지도부 중 더 급진적인 인사들은 팀을 보내는 것에 반대했다.(p. 298) 많은 선수들은 정치적 고려 때문에 중국이 팀을 보내서는 안 된다고 생각했다.(p. 298) 궁극적으로 마오쩌둥은 팀을 보내는 아이디어를 강력히 지지했다.(p. 298) 그는 팀이 제출한 계획을 검토하고 승인했다.(p. 298) 팀이 떠나기 전에 저우언라이는 팀원들에게 외국인에게 선전을 하지 말고, 미국 팀과의 대화를 먼저 시작해서는 안 되지만, 경기에서 미국 상대방과 악수를 해도 좋다고 지시했다.(p. 298)
일본에서 챔피언십에 참가한 중국 선수들은 미국 상대방의 인사를 받은 후 대화에 참여했다.(p. 299) 1971년 3월 30일, 미국 선수 그레이엄 스틴호벤과 중국 대표단장 송중은 두 번의 짧은 대화를 나눴다.(p. 299) 스틴호벤은 송에게 미국이 중국 여행 금지 조치를 해제했다고 말했다.(p. 299) 그는 또한 금지 조치로 인해 미국 팀이 1961년 세계 탁구 선수권 대회 (중국에서 개최됨)에 참가하지 못한 것에 유감을 표하며, 앞으로 미국 팀이 중국에서 경쟁할 수 있기를 바란다고 말했다.(p. 299)
중국 대표단은 이 상호작용을 외교부와 국가 체육위원회에 전달하며 어떻게 대응해야 할지 지침을 요청했다.(p. 299) 외교부와 위원회는 미국 좌파들을 초청하기 전에 미국 운동선수들을 중국으로 초청하는 것은 부적절하다고 보아 긍정적으로 반응하지 않았다.(p. 299) 저우언라이는 동의했지만, 일본에 있는 중국 관리들에게 미국 대표단의 주소를 확보하고 대만 문제에 대한 중국의 입장을 알리라고 요청했다.(p. 299) 마오쩌둥은 처음에 결과 보고서를 승인했지만, 이틀 후 외교부에 미국 팀을 중국으로 초대하라고 지시했다.(p. 299)
미국 탁구팀과 함께 중국을 방문했던 팀 보건의 "미국 탁구의 역사"에 따르면, 세 가지 사건이 중국의 초대를 촉발했을 수 있다. 웨일스인 H. 로이 에반스, 당시 국제 탁구 연맹 회장은 제31회 세계 탁구 선수권 대회 이전에 중국을 방문하여 비중국 스포츠 당국과 저우언라이 총리에게 문화대혁명 이후 국제 스포츠 행사를 통해 세계와 접촉하기 위한 조치를 취해야 한다고 제안했다고 주장했다. 에반스의 제안은 스포츠를 사회주의 국제주의를 확산시키는 도구로 사용하려는 중국의 관심과 일치했으며, 이는 다음 수십 년 동안 더욱 두드러진 전략이 되었다. 더욱이, 1956년 세계 혼합 복식 챔피언이자 9회 미국 오픈 여자 단식 챔피언인 미국 선수 레아 노이베르거는 당시 중국이 초대한 캐나다 탁구팀과 함께 중국을 여행하고 있었다. 중국은 레아 노이베르거의 비자 신청 승인을 외교적으로 미국 팀 전체로 확대했다. 세 번째 사건은 어쩌면 가장 가능성 있는 촉발 요인이었을지도 모른다. 미국 선수 글렌 코완과 중국 팀 주장 좡쩌둥 (3회 세계 챔피언이자 많은 다른 탁구 대회 우승자)의 예상치 못했지만 극적인 만남이었다. 일본 나고야에서 열린 1971 세계 탁구 선수권 대회 – 남자 팀 아침, 글렌 코완은 늦잠을 자서 토너먼트장으로 가는 미국 대표팀 버스를 놓쳤다. 그래도 토너먼트에 참가하기로 결심한 코완은 다음 버스에 올라탔는데, 그 버스는 우연히도 중국 국가대표팀 버스였다. 많은 중국 선수들은 처음에 코완을 의심했지만, 좡쩌둥은 최근 마오쩌둥이 미국 기자와 인터뷰를 했다는 기사를 읽었기 때문에 마오 주석이 그렇게 할 수 있다면 자신도 미국인과 대화할 수 있다고 생각했다. 그래서 좡쩌둥은 버스에서 코완에게 다가가 악수를 하고 통역사를 통해 그에게 말을 걸었다. 그는 항저우의 유명한 특산품인 황산 산수화 실크 스크린 초상화를 선물했다. 코완은 뭔가 보답하고 싶었지만, 가방에서 찾을 수 있는 것은 빗뿐이었다. 미국인은 주저하며 "빗은 드릴 수 없어요. 뭔가 드리고 싶은데 드릴 수가 없네요."라고 말했다. 코완은 나중에 좡쩌둥에게 평화 상징이 수놓인 티셔츠를 선물하며 그의 제스처에 보답했다. 그들이 버스에서 내리자, 기자들은 두 사람이 함께 있는 사진을 찍었다. 이틀 후, 미국 팀은 중국을 방문하여 중국 팀과 친선 경기를 할 공식 초청을 받았고, 미국은 초청을 수락했으며 모두 서둘러 준비를 마쳤다. 코완과 좡쩌둥 간의 이러한 선물 교환은 양국 간 잠재적 우정의 강력한 상징이 되었으며, 중국과 미국 대중의 상상력을 사로잡았다. 이 우연한 만남과 뒤이은 미국 팀의 중국 초대를 둘러싼 언론의 관심은 1972년 닉슨 대통령의 역사적인 중국 방문을 위한 길을 열었으며, 이는 중미 관계 개선의 중요한 전환점이 되었다.
이 세계 탁구 선수권 대회는 중국이 6년 만에 참가하는 것이었다. 중국 팀과 코완이 버스에서 내리자, 중국 팀을 따르던 기자들이 사진을 찍었다. 1960년대의 정치적 분위기에서 공산주의 중국의 운동선수와 미국의 운동선수가 함께 있는 모습은 분명히 주목을 받을 것이었다. 다음 날, 코완은 중국인들에게 감사해야 한다고 생각했고, 자신을 히피라고 자칭하는 코완은 좡쩌둥에게 빨강, 하양, 파랑 평화 상징 깃발과 비틀즈의 노래 가사인 "Let It Be"라는 문구가 수놓인 티셔츠를 다음 날 선물했다. 좡쩌둥은 2007년 USC 미국-중국 연구소 강연에서 이 사건을 묘사했다.
기자가 코완에게 "코완 씨, 중국을 방문하고 싶습니까?"라고 묻자 그는 "음, 저는 아르헨티나, 호주, 중국 등 가보지 않은 나라라면 어디든 가보고 싶습니다... 가보지 않은 나라라면 어디든요."라고 대답했다. "하지만 특히 중국은요? 가고 싶습니까?" "물론이죠"라고 글렌 코완이 말했다.
2002년 TV 진행자 천루위와의 인터뷰에서 좡쩌둥은 더 많은 이야기를 들려주었다. "버스 여행은 15분 걸렸는데, 저는 10분 동안 망설였습니다. 저는 '미국 제국주의 타도!'라는 슬로건을 들으며 자랐습니다. 그리고 문화대혁명 동안 계급 투쟁의 끈은 전례 없이 조여졌고, 저는 스스로에게 '우리의 제1의 적과 관계를 맺어도 괜찮을까?'라고 자문했습니다." 좡쩌둥은 마오쩌둥 주석이 1970년 국경절에 톈안먼 연단에서 에드거 스노를 만나 중국이 이제 미국 국민들에게 희망을 걸어야 한다고 스노에게 말했던 것을 기억한다고 회상했다. 좡쩌둥은 가방을 뒤져 핀, 마오 주석 배지, 실크 손수건, 부채 등을 먼저 살펴보았다. 하지만 이것들이 좋은 선물이 되기에는 품위가 떨어진다고 느꼈다. 그는 마침내 황산 산수화 실크 초상화를 골랐다. 다음 날, 많은 일본 신문들이 좡쩌둥과 글렌 코완의 사진을 실었다. 토너먼트가 끝난 며칠 후, 좡쩌둥은 미국 탁구팀을 중국으로 초대하여 지역 탁구 대회에 참가하도록 함으로써 다시 한번 세상을 놀라게 했다.

### 미국 팀의 중국 방문
1971년 4월 10일, 고등학생부터 교수까지 다양한 연령대의 남성과 여성으로 구성된 미국 팀과 동행 기자들은 1949년 이래 처음으로 중국 수도에 발을 디딘 공식 미국 대표단이 되었다. 미국 팀은 10일 동안 톈진, 광저우, 베이징, 상하이를 여행하며 국가 기념물을 방문하고, 만찬에 참석하고, 친선 경기를 하고, 극심한 문화적 차이를 관찰했다. 도착하자마자 미국 팀은 저우언라이 총리의 환영을 받았고, 다음 날들에는 여러 친선 경기가 열렸으며, 베이징에서는 2만 명이 참석했다. 미국 팀은 처음에 중국의 모든 것이 너무나 다르다는 것에 충격을 받았다. 팀원 중 한 명인 팀 보건은 "모든 것이 제가 본 것과 달랐습니다. 거리는 달랐고, 음식도 달랐습니다."라고 말했다.
이 방문은 또한 미국 언론의 중국 복귀를 알리는 것이기도 했다. 미국 기자들은 중화인민공화국 건국 직후 추방되었고, 이전에 미국 기자들을 초청하려던 시도는 미국 대통령 드와이트 D. 아이젠하워에 의해 거부되었다.(pp. 115–116) 그럼에도 불구하고 중국의 허점은 드러났다. "한 경유지에서 팀 회장 그레이엄 스틴호벤은 '미국 팀 환영'이라는 현수막이 '양키 압제자와 그들의 앞잡이들을 타도하라!'는 문구가 쓰인 벽에 걸려 있는 것을 발견했다."
이 만남은 미국-중국 관계 전국위원회에 의해 주선되었다. 미국 탁구 선수들의 방문에 앞서, 마오주의 정치 노선을 따르는 흑표당과 제휴했다고 주장하는 11명의 미국인들이 1주일 동안 중화인민공화국에 입국이 허용되었다.
미국 팀의 방문 첫날, 저우는 그들에게 인기 있는 모범극인 홍색낭자군 공연을 관람하게 했다.(p. 300) 미국과 중국 팀은 둘째 날 친선 경기를 치렀다.(p. 300) "우정 먼저, 경쟁은 나중"이라는 원칙에 따라 저우는 중국 팀이 모든 경기를 이겨서는 안 된다고 지시했다.(p. 300) 중국 팀은 7경기 중 4경기를 이겼다.(p. 300)
미국 팀은 칭화 대학, 산업 박물관, 인민공사, 만리장성, 톈안먼 광장, 이화원 등 중요한 장소를 방문했다.(p. 300)
4월 14일, 저우는 미국 팀과 만났다.(p. 300) 짧은 만남에서 저우는 팀에게 그들이 중국의 친구이며, 그들의 방문은 더 많은 미국인들이 중국을 방문하는 시작에 불과하다고 말했다.(p. 300) 그는 중국과 미국 국민들이 자주 교류했으며, 미국 선수들이 "양국 간 우호 교류의 문을 열었다"고 칭찬하며 만남을 마쳤다.(p. 301)
방문 기간 동안 미국은 중화인민공화국에 대한 통화 통제를 완화했다.

### 중국 팀의 미국 방문
1971년 4월 방문 동안 미국 팀은 중국 팀을 미국에 초청했다.(p. 307) 1972년 초, 저우는 론 지글러 백악관 대변인 (리처드 닉슨 대통령의 방문을 준비하기 위해 중국에 있었다)에게 중국 팀이 그 봄에 방문할 수 있다고 말했다.(p. 307) 1972년 2월, 닉슨은 중화인민공화국을 방문했는데, 이는 미국 대통령이 역사상 처음으로 중국 본토를 방문한 것이었다.
중국 팀은 1972년 4월 12일 미국에 도착했다.(p. 307) 그들은 1949년 이래 처음으로 미국을 공식 방문한 중국인 단체였다.(p. 307) 중국 팀은 미시간, 윌리엄스버그, 워싱턴 D.C., 멤피스, 로스앤젤레스의 도시들을 순회했다.(p. 307) 이 방문 동안 팀은 학교와 대학의 학생들과 탁구를 쳤다.(p. 307) 중국은 미국과의 동맹이 소련의 위협을 완화할 것이라고 믿었고, 닉슨은 중국과 소련 간의 분열을 심화시키려고 했다. 닉슨은 4월 18일 팀을 만나 "이 양국 국민 간의 인적 교류로 인해 가장 큰 승자는 미국 국민과 중화인민공화국 국민 간의 우정이 될 것"이라고 말했다.(pp. 307–308)
닉슨과의 회담은 4월 16일 하노이와 하이퐁 폭격 이후 거의 취소될 뻔했다.(p. 308) 저우는 팀과 닉슨 간의 회담을 취소하려고 했지만, 마오쩌둥은 이 방문이 비공식적이며, 전년에 미국 팀이 중국 지도자들과 만났다는 점을 감안할 때 회담을 취소하는 것은 외교적이지 않다고 결론 내렸다.(p. 308)

## 반응
미국으로 돌아온 미국 선수 중 한 명인 글렌 코완은 기자들에게 중국인들이 미국인들과 매우 비슷하다고 말했다. 그는 다음과 같이 말했다.

사람들은 우리와 똑같습니다. 그들은 진실하고, 진정하고, 감정을 가지고 있습니다. 저는 친구를 사귀었습니다, 진정한 친구를 사귀었죠. 나라는 미국과 비슷하지만 여전히 매우 다릅니다. 아름답습니다. 만리장성이 있고, 평야가 있습니다. 고대 궁전, 공원, 시냇물이 있고, 유령이 나옵니다. 모든 종류의 동물들이 있습니다. 나라는 남쪽에서 북쪽으로 변합니다. 사람들은 단결심을 가지고 있습니다. 그들은 진정으로 그들의 마오주의를 믿습니다.

미국 팀의 방문 후, 중국은 생물학자 아서 갈스턴 (예일 대학교)과 이선 싱어 (매사추세츠 공과대학교)를 시작으로 다양한 배경의 미국인들을 중국으로 환영했다.(p. 301) 그들은 1949년 이래 처음으로 중국을 방문한 미국 과학자들이 되었다.(p. 302) 갈스턴과 싱어는 캐나다 오타와의 중국 대사관에 비자 신청서를 보냈고, 이 신청서는 그들이 베트남 민주공화국을 방문하는 동안 승인되었다.(p. 301) 갈스턴과 싱어는 즉시 중국으로 여행하여 1971년 5월 19일 저우와 만났다.(p. 301) 저우는 미국인들이 중국에 대해 우려하는 점을 해소하기 위해 태평양이 미국에게는 작은 연못이지만, "중국인들에게는 여전히 건너야 할 거대한 바다"라고 말했다.(p. 301) 저우는 중국이 초강대국이 되거나 해외로 군인을 보내려는 의도가 없다고 말했다.(pp. 301–302) 갈스턴과 싱어는 저우와의 만남 며칠 후 뉴욕 타임스가 작성한 보고서를 통해 이러한 메시지를 미국 대중에게 전달했다.(pp. 301–302)
1972년 2월 28일, 닉슨 대통령과 헨리 키신저가 상하이를 방문하는 동안 미국과 중화인민공화국 사이에 상하이 코뮈니케가 발표되었다. 코뮈니케는 양국이 경제 및 문화적 접촉과 관련하여 관계 정상화를 위해 노력할 것이라고 명시했다.

## 닉슨 방문에 대한 반응

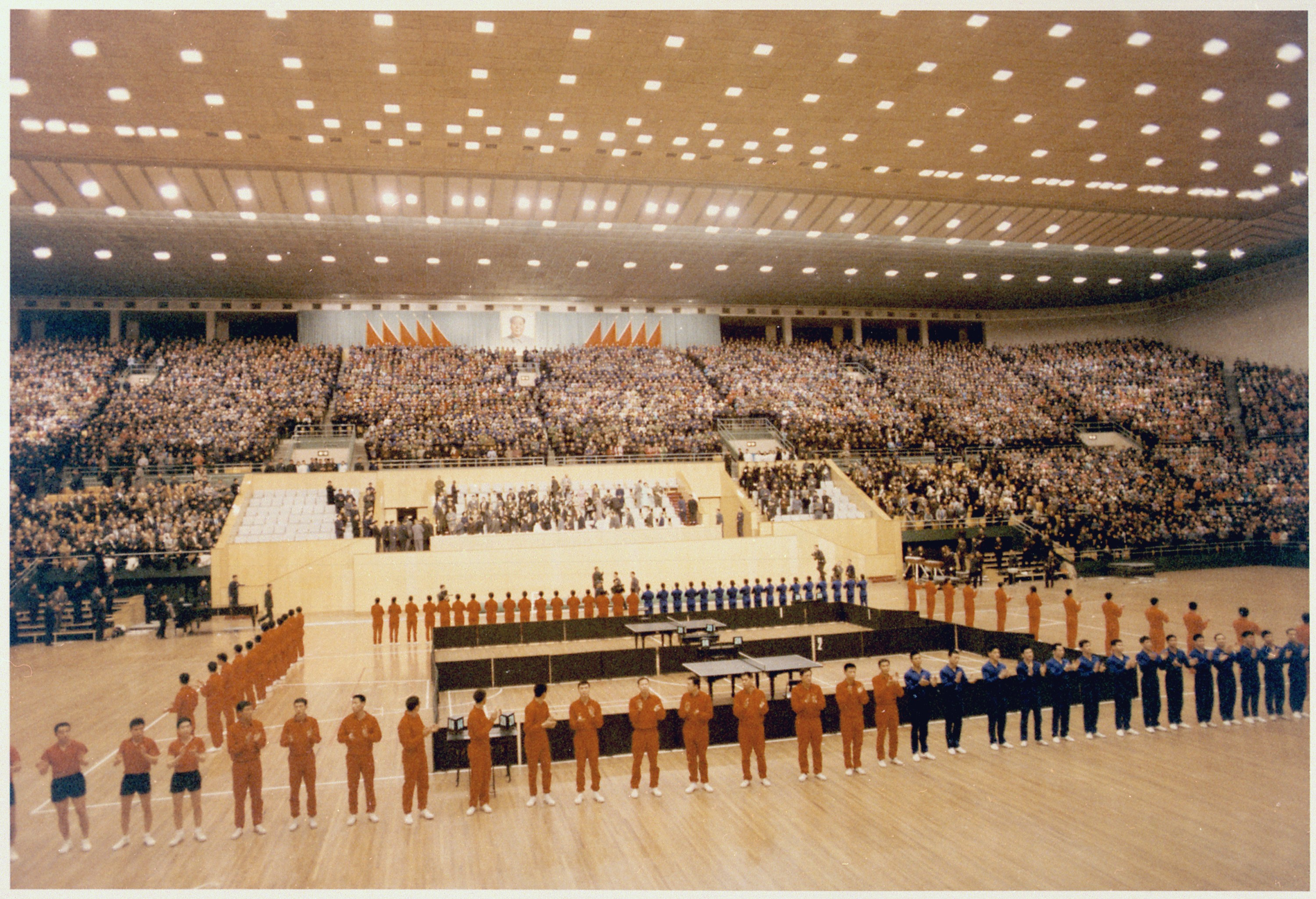
베이징에서 탁구 시범 경기에 참석한 닉슨

리처드 닉슨의 방문 두 달 후, 좡쩌둥은 1972년 4월 12일부터 30일까지 중국 탁구 대표단의 단장으로 미국을 방문했다. 특히, 중국 대표단은 1972년 4월 17일 메릴랜드 대학교의 콜 필드 하우스에서 메릴랜드 대학교 학생 팀과 경기를 치렀다. 대통령의 딸 트리샤 닉슨 콕스가 관중석에 있었다. 또한 캐나다, 멕시코, 페루도 방문 일정에 포함되었다. "핑퐁 외교"를 활용하려는 노력은 항상 성공적이지는 않았다. 예를 들어, 인도네시아 탁구 협회(PTMSI)는 1971년 10월 중국의 초대를 거부했는데, 중화인민공화국의 제안을 받아들이면 중화인민공화국의 명성이 높아질 것이라고 주장했다. 미국 선수들과 기자들이 등장한 후 소련 선수들과 기자들이 중국에 나타나지 않았기 때문에, 한 가지 추측은 이 행동이 양국이 소련에 대해 동등한 경멸을 보였다는 것을 보여준다는 것이다.

## 한국의 핑퐁 외교

### 1991년 남북 단일팀
핑퐁 외교의 또 다른 예는 일본 지바에서 열린 1991년 세계 탁구 선수권 대회에서 발생했는데, 이 대회에서 남북한 단일팀이 6.25 전쟁 이후 처음으로 함께 경기를 했다.
이 단일팀 구성으로 이어진 외교적 노력은 당시 국제 탁구 연맹 회장이었던 오기무라 이치로가 주도했다.
챔피언십 이전에 오기무라는 대한민국을 20번 방문하고 조선민주주의인민공화국을 15번 방문하여 한반도에서 단일팀 구성을 요청했다. 오기무라는 또한 나가노, 나가오카, 지바 시에서 공동 훈련 캠프를 만들기 위해 일본 지방 정부 수장들과 협력했으며, 북한과 남한이 "코리아"라는 통일된 이름으로 경쟁할 수 있도록 ITTF의 동의를 얻었다.
남북한 팀은 파란색 한반도를 묘사한 흰색 깃발 아래에서 경기했으며, 북한이나 남한의 국가 대신 한국의 민요인 아리랑을 사용했다.
이 대회에서 한국 팀은 금메달 1개, 은메달 1개, 동메달 2개를 획득했다.

### 추가 사례
이러한 행동은 그 이후로 반복되었다. 2018년 세계 팀 탁구 선수권 대회에서 남북한은 대회에 개별 팀으로 참가했지만, 여자부 8강에서 서로 대결하게 되자 준결승을 위해 공동 팀을 구성하기로 협상했다.
2024년 하계 올림픽에서 남북한 혼성 탁구팀은 탁구 결승전 후 중국 팀과 함께 셀카를 찍었다.

## 유산
핑퐁 외교는 중국-미국 관계 맥락에서 인민 외교의 가장 두드러진 사례 중 하나가 되었다.(p. 9)
- 1988년에 탁구는 올림픽 종목이 되었다.
- 핑퐁 외교는 1994년 영화 포레스트 검프에서 언급되었다. 전투에서 부상을 입은 포레스트는 이 스포츠에 재능을 보이고 미 육군 팀에 합류하여 친선 투어에서 중국 팀과 경쟁하게 된다.
- 2011년 7월 8일 주에 캘리포니아 요르바린다의 리처드 닉슨 대통령 도서관 및 박물관에서 3일간의 핑퐁 외교 행사가 열렸다. 1971년 중국과 미국 탁구 팀의 원래 구성원들이 참석하여 다시 경쟁했다.
- 이 행사의 효과는 미국-중국 관계를 단순화했을 뿐만 아니라 세계 국제 관계에서 미래의 돌파구를 위한 기준을 마련했다.
- 이 행사는 문화 및 인적 교류가 정치적 긴장을 완화하고 국가 간 대화 및 참여를 위한 새로운 채널을 여는 데 어떻게 도움이 될 수 있는지를 보여주었다.

## 같이 보기
- 판다 외교